# Alexandre Deleyre
Alexandre Deleyre, né le 5 janvier 1726 à Portets et mort le 10 mars 1797 (20 Ventôse) à Paris, est un homme de lettres français.

## Biographie
Issu d’une famille d'hommes de loi,  filleul du  baron Antoine de Gascq, Deleyre a fait ses premières études dans un pensionnat de Bordeaux où il a subi « des châtiments cruels »[réf. souhaitée]. Il étudie ensuite au collège des jésuites de Bordeaux, où il prend l’habit à l’âge de quinze ans. À 22 ans, devenu athée, il annonce son intention de quitter son ordre. Pour se conformer au désir de son père, il se destine au barreau avant de comprendre que cette carrière ne lui convient pas. Il quitte Bordeaux, en 1750, et arrive sans ressources à Paris à l’âge de 24 ans, avec l'intention de poursuivre une carrière littéraire. Il rencontre Jean-Jacques Rousseau qui le présente à D’Alembert et à Diderot. Il se lie avec les philosophes des Lumières. Protégé par le duc de Nivernais, il est nommé bibliothécaire du duc de Parme.
Outre ses ouvrages sur les philosophes, Deleyre a contribué plusieurs articles de l’Encyclopédie dont « Épingle » et « Fanatisme » . Voltaire reprendra dans son Dictionnaire philosophique son article sur le « fanatisme ». Il a aussi traduit de l’anglais en français. Il a travaillé au Journal des Savants, en 1754, en collaboration avec Suard, et au Journal étranger. Il a composé des romances dont Rousseau a fait la musique. Il a aidé l’abbé Raynal dans le choix des matériaux pour l’Histoire du commerce des deux Indes. Il a ensuite travaillé à la continuation de l’Histoire générale des voyages, de Prévost, dont il a fait paraître, en 1771, un volume (le XIXe); il a laissé en manuscrit une traduction de Lucrèce en vers, et un roman politique, les Héliades.
À la Révolution, il devient maire de Portets, puis il est envoyé en tant que député de la Gironde à l'Assemblée législative puis à la Convention, où il vote la mort du roi. Il est chargé, en 1795, de la surveillance des écoles normales et rédige un rapport sur l'enseignement et l'usage patriotique des jardins. Il passe ensuite au Conseil des Cinq-Cents, de 1795 à 1797.
Le 23 frimaire an IV (14 décembre 1795), en compagnie de Lakanal et Bougainville, il est nommé membre de l'Institut, dans sa Deuxième classe Sciences morales et politiques, section Analyse des sensations et des idées.

## Une épouse femme de lettres
Il épouse en 1760 « Caroline Alexandrine Loiseau (1728-?), fille de Mathurin Loiseau, caissier aux États de Bourgogne et de Jeanne Delalor ». Mlle Loiseau / Madame De Laire / Mme Deleyre est reconnue comme femme de lettres, elle est l'auteur de cantatilles intitulées La Rose, Sapho, et une Épître à Eglé.
Ils ont trois enfants nés à Parme: un fils qui naquit infirme en 1762, une fille en 1764 une seconde fille en 1766.

## Principaux ouvrages
- Analyse de la philosophie du chancelier François Bacon, 1755.
- Le Génie de Montesquieu, 1758.
- L’Esprit de Saint-Évremond, 1761.
- Histoire générale des voyages, ou Nouvelle collection de toutes les relations de voyages par mer et par terre, qui ont été publiées jusqu’à présent dans les différentes langues de toutes les nations connues, 1761, en collaboration avec Antoine François Prévost, Étienne-Maurice Chompré (d) et Jacques-Nicolas Bellin, 1746-1789).

## Pour approfondir